# Visayaskuggsnappare
Visayaskuggsnappare (Vauriella albigularis) är en starkt utrotningshotad fågel i familjen flugsnappare som förekommer i Filippinerna.

## Utseende och läten
Visayaskuggsnapparen är en medelstor till stor (17 cm), färglös flugsnappare. Huvudet är olivbrunt med ett otydligt beigefärgat ögonbrynsstreck. Resten av ovansidan är något varmare brun, mot övre stjärttäckare och stjärt kastanjefärgad. Den vita strupen isoleras från resten av undersidan av ett brett, brunaktigt bröstband. Lätet består av en serie stigande och ljusa toner: "ti-ti-ti-ti-ti-tip", men också serier med nästan ohörbara två- till femstaviga "zeeee-zu-zi-zi" eller "zeeeoo-zi-zu-zi" uppblandat med spinnande toner. Även en ljus enkel vissling, "seee", kan höras, ibland upprepad.

## Utbredning och systematik
Fågeln återfinns på Filippinerna i låglänta områden på öarna Negros och Panay. Den behandlas som monotypisk, det vill säga att den inte delas in i några underarter.

### Släktestillhörighet
Arten har tidigare först till släktet Rhinomyias, men genetiska studier visar att närbesläktade luzonskuggsnapparen (V. insignis) står förvånande nog närmare kortvingarna i Brachypteryx och näktergalarna i Larvivora. Båda arter förs därför numera tillsammans med ytterligare två före detta Rhinomyias-flugsnappare till släktet Vauriella.

## Status och hot
Visayaskuggsnapparen har en liten världspopulation bestående av uppskattningsvis endast 2 500–10 000 vuxna individer. Utbredningsområdet är också mycket litet, minskande i omfång och allt mer fragmentiserat till följd av skogsavverkning. Fågeln är därför upptagen på internationella naturvårdsunionen IUCN:s röda lista över hotade arter, kategoriserad som starkt hotad (EN). Arten har dock nyligen påträffats vid nya lokaler, vilket tyder på att utbredningsområdet är större än man tidigare trott.

## Namn
Arten beskrevs vetenskapligt av Frank Swift Bourns och Dean Conant Worcester 1894. Dess vetenskapliga släktesnamn Vauriella är diminutiv av Charles Vaurie (1906–1975), en amerikansk ornitolog och systematiker. Visaya är en ögrupp i mellersta Filippinerna som omfattar bland annat öarna Panay, Negros, Cebu och Samar.